# Ротлейдер, Михаил Яковлевич
Михаил Яковлевич Ротлейдер(укр. Михайло Якович Ротлейдер; 28 декабря 1899, Киев, Российская империя — 14 мая 1998, Киев, Украина) — деятель советского кинематографа, организатор кинопроизводства, кинопродюсер. Член Союза кинематографистов УССР.
Самые кассовые фильмы, в создании которых он принимал участие — «Ч. П. — Чрезвычайное происшествие», «Гадюка», «Педагогическая поэма», «Иванна», «Калиновая роща».

## Биография
Родился 28 декабря 1899 года в Киеве в рабочей семье.
В 1935 году окончил Институт красной профессуры.
В 1935—1939 гг. работал директором и главным редактором Киевской студии хроникально-документальных фильмов.
В 1939—1940 годах возглавлял Московскую студию кинохроники.
С 1940 по 1942 был заместителем директора Одесской киностудии художественных фильмов.
В 1942—1946 гг. — директор Ташкентской студии хроникально-документальных фильмов.
В 1946—1951 гг. возглавлял Украинскую студию хроникально-документальных фильмов.
С 1952 по 1976 год возглавлял Киевскую киностудию имени Довженко и Второе творческое объединение.
Работал с режиссёрами: Амвросием Бучмой, Виктором Ивченко, Тимофеем Левчуком, Мечиславой Маевской, Алексеем Маслюковым, Алексеем Швачко.
Скончался 14 мая 1998 года в Киеве.

## Фильмография
- 1978 — «Только каплю души»[4]
- 1967 — «Десятый шаг» — 18 млн зрителей[5]
- 1965 — «Гадюка» — 34 млн зрителей.[5][6]
- 1963 — Серебряный тренер — 24,8 млн зрителей.[5][7]
- 1962 — «Здравствуй, Гнат!» — 12,2 млн зрителей.[5][8]
- 1959 — «Иванна» — 30,2 млн зрителей.[5][9]
- 1958 — «Ч. П. — Чрезвычайное происшествие» - 47,4 млн зрителей.[5][10]
- 1957 — «Партизанская искра»[11]
- 1956 — «Кровавый рассвет»[12]
- 1956 — Дети солнца[13]
- 1955 — «Педагогическая поэма» — 32,3 млн зрителей.[5][14]
- 1954 — «Земля»[15]
- 1952 — «Калиновая роща» — 25,7 млн зрителей.[5][16]